# Циркон
Циркон је минерал, који припада групи незосиликата. Његово хемијско име је цирконијум силикат и има хемијску формулу ZrSiO4. Хафнијум је увек присутан и има га од 1% до 4%. Има тетрагоналну кристалну структуру. Природна боја циркона варира од безбојне, жутозлатне, црвене, смеђе и зелене. Безбојни примерци, који имају квалитет драгог камена представљају сурогат за дијамант. Такви примерци су познати као Матура дијаманти.
Име долази или од арапске речи zarqun, што значи цинобер или од персијске речи zargun што значи „златне боје“. Жути циркон назива се и хијацит. У средњем веку су све жуто драго камење називали хијацинит. Циркон се сматра традиционалним драгим каменом за особе рођене у децембру.

## Својства
Циркон је минерал, који је свуда присутан у земљиној кори. Налази се и у магматским стенама и у седиментним стенама. Велики кристали су ретки. Њихова просечна величина у гранитним стенама је око 100-300 µm, али могу нарастати и до неколико центиметара, посебно у пегматитима.
Пошто садрже уранијум и торијум неки кристали циркона могу проћи кроз процес метамиктизације. То делимично нарушава кристалну структуру и објашњава знатне разлике различитих циркона. Циркон је доста чест и налазимо га на свуда по свету.
Лежишта циркона су: Урал, Трент и Везув у Италији, Норвешка, Шри Ланка, Индија, Тајланд, Камбоџа, Јужноафричка Република, Мадагаскар, Канада, САД.
Торит (ThSiO4) је структурно сличан циркону.

## Употреба
Комерцијално се вади због метала цирконијума и користи се као изолатор и абразив. Носилац је цирконијум оксида, који је један од најватросталнијих материјала. Користи се и као таливо за платину на темпаратурама преко 1755 °C.
Употребаљава се у нуклеарним реакторима због својства да јако апсорбује неутроне, тако да може служити за заустављање ланчане реакције. Велики примерци користе се за драго камење због великог индекса преламања светлости. Циркон има индекс око 1,95, а дијамант око 2,4. Цирконима се може вештачки променити боја загрејавањем.

## Циркони и старост Земље
Циркони увек садрже од 0.001% до 1% уранијума и торијума и могу се користити за одређивање старости модерним техникама радиометрије. Циркони успевају да се одрже и преживе различите геолошке процесе као што су ерозија, транспорт и метаморфоза.
Уранијум и торијум имају различито време полураспада и то омогућава да се одреди старост минерала циркона.
Најстарији минерали циркона нађени су на Џек Хилсу у Западној Аустралији, а стари су 4,4 милијарде година. Не само да су изгледа најстарији минерали на Земљи него имају и други, интересантнији, значај. Изотопни састав кисеоника у њима навео је научнике да закључе о постојању вода на Земљи. Та спекулативна интерпретација објављена је у водећим научним часописима, али то је још увек предмет разних дебата. Део научника сматра да су изотопи кисеоника прошли кроз процес скорије хидротермалне промене циркона.